# Provinz Zambezia
Zambezia (Zambézia) ist eine Provinz Mosambiks. Sie liegt im mittleren Teil des Landes zwischen der Grenze zu Malawi und dem Indischen Ozean. Ihre Hauptstadt ist Quelimane.

## Geografie

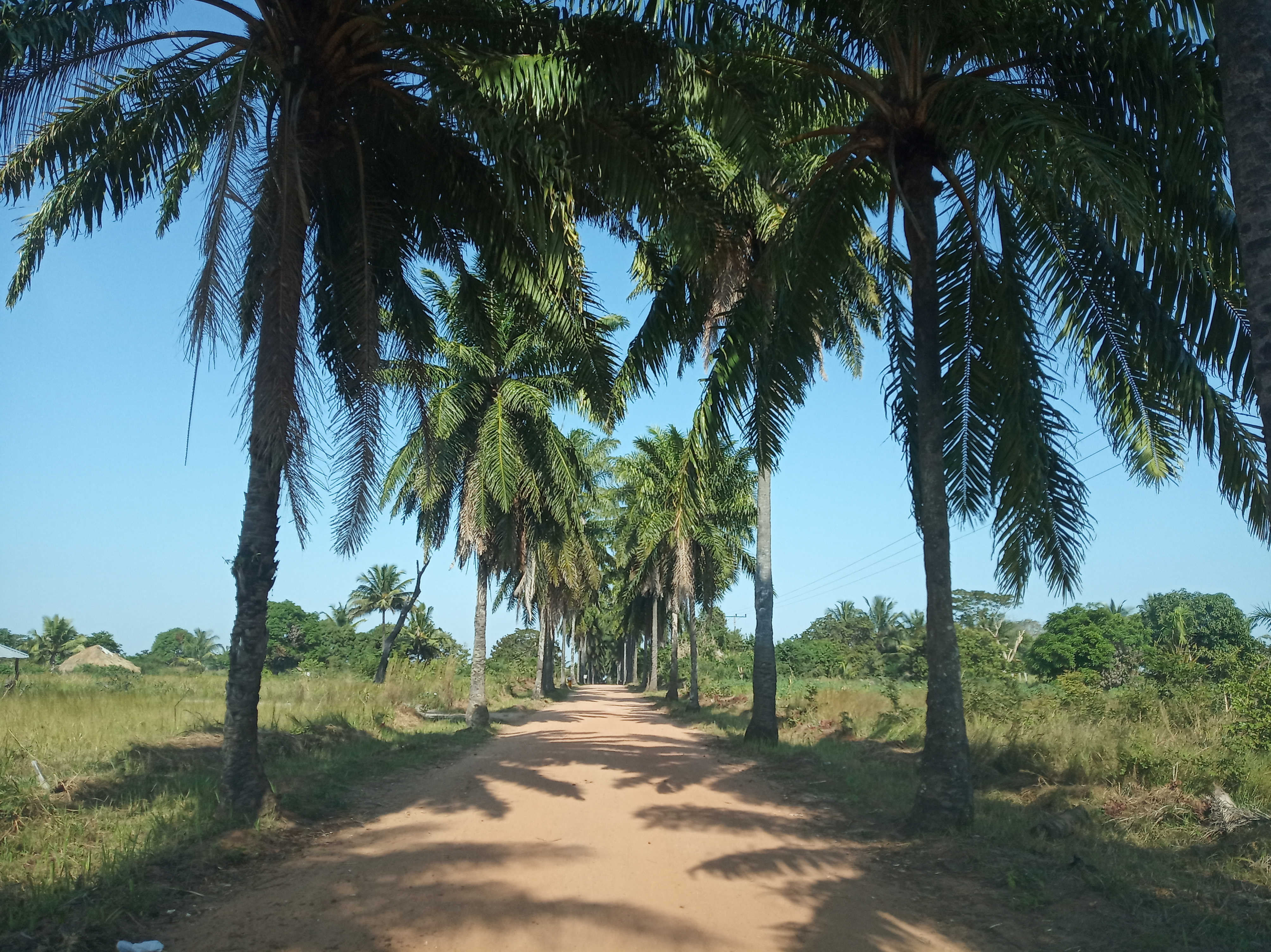
Landschaft nordöstlich von Quelimane

Die Provinz ist nach dem Fluss Sambesi benannt, der ihre Südgrenze (zur Provinz Sofala) markiert und schließlich seine Mündung in den Indischen Ozean erreicht. Sie grenzt im Norden an die Provinzen Nampula und Niassa, und im Südwesten an Sofala und Tete. Ihre nördliche Grenze wird dabei vom Fluss Ligonha gebildet.
An der Küste gibt es Mangrovensümpfe; weiter landeinwärts befinden sich Wälder. Die Landwirtschaft in Zambezia produziert vor allem Reis, Mais, Kassava, Cashewnüsse, Zuckerrohr, Kokosnüsse, Zitrusfrüchte, Baumwolle und Tee; in Gurué liegt die größte Teeplantage Mosambiks. Garnelen werden gefischt und aus verschiedenen Lagerstätten werden Schmucksteine gewonnen.

## Bevölkerung
Die Einwohnerzahl der Provinz stieg von 2,5 Millionen bei der Volkszählung 1980 auf 5,16 Millionen bei der Volkszählung 2017 an, wodurch Zambezia die an zweiter Stelle bevölkerungsreichste Provinz von Mosambik ist.
| Zensusjahr | Einwohnerzahl |
| ---------- | ------------- |
| 1980       | 2.500.200     |
| 1990       | 3.096.400     |
| 2007       | 3.849.455     |
| 2017       | 5.164.732     |

## Administrative Gliederung
Die Provinz Zambezia ist noch einmal in 22 Distrikte unterteilt (Stand Dezember 2022):
| - Alto Molocué - Chinde - Derre - Gilé - Gurué - Ile - Inhassunge - Luambo | - Lugela - Maganja da Costa - Milange - Mocuba - Mocubela - Molubo - Mopeia - Morrumbala | - Mulevala - Namacurra - Namarroi - Nicoadala - Pebane - Quelimane |

## Postgebiet

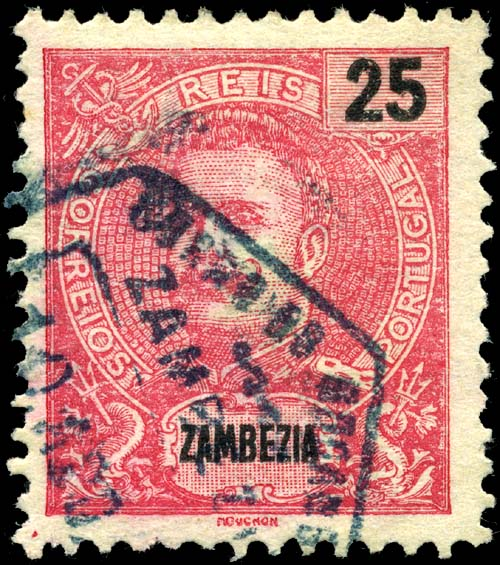
Briefmarke aus dem Jahr 1903

Während der portugiesischen Kolonialzeit bildete Zambezia von 1893 bis 1920 ein selbständiges Postgebiet und gab Briefmarken mit Aufdruck des Provinznamens heraus.